# Cyprinodon pecosensis
Cyprinodon pecosensis es una especie de pez de la familia de los ciprinodóntidos en el orden de los ciprinodontiformes.

## Morfología
Los machos pueden alcanzar los 5 cm de longitud total.

## Distribución geográfica
Se encuentran en Norteamérica: Texas y Nuevo México (Estados Unidos).